# Julian Huxley (rugbista)
Julian L. Huxley (Sídney, 3 de agosto de 1979) es un entrenador y ex–jugador australiano de rugby que se desempeñaba como fullback. Fue internacional con los Wallabies durante 2007.

## Carrera
En 2008 le fue diagnosticado cáncer, debió someterse a cirugía para extirpar un glioma y a tratamiento con quimioterapia y radioterapia. Tras dos años en los que la enfermedad no le permitió jugar, venció el cáncer y a pesar de que los médicos le aconsejaron no volver a jugar rugby por temor a que sufra nuevos traumatismos de cabeza, Huxley regresó en el Super Rugby 2010.
Desde 2017 es entrenador de los Sydney Rays, equipo del torneo australiano; la National Rugby Championship.

## Selección nacional
En 1998 fue seleccionado a los Junior Wallabies con quienes disputó la XXX edición del Campeonato Mundial de Rugby M19. También jugó con los Wallabies 7.
Fue convocado a los Wallabies por primera vez en mayo de 2007 para enfrentar a los Dragones rojos, se ganó la titularidad y disputó el Torneo de las Tres Naciones 2007. Sin embargo estas fueron sus únicas convocatorias al seleccionado. En total jugó 9 partidos y marcó 22 puntos, entre ellos dos tries.

### Participaciones en Copas del Mundo
En Francia 2007 fue suplente de la estrella Chris Latham por lo que solo jugó los últimos minutos de los partidos frente a Gales, Fiyi y Canadá, todos ellos por la fase de grupos. Los australianos igualaron su peor torneo, siendo derrotados en los cuartos de final contra el XV de la Rosa.
| Mundial                       | Sede    | Resultado        | PJ | Tries |
| ----------------------------- | ------- | ---------------- | -- | ----- |
| Copa Mundial de Rugby de 2007 | Francia | Cuartos de final | 3  | 0     |